# Битка код Капоње
Битка код Капоње
Петнаестак километара од Суботице према Сомбору на месту званом Капоња, са леве стране пута, налази се обелиск на којем пише: „Овде, на Капоњи, 5. марта 1849. године се водила битка за Суботицу. Споменик подиже поводом 150. годишњице револуције 1848-49. г. град Суботица“.
Почетком 1849. године, када се мађарска војска због пораза морала повлачити из јужне Краљевина Угарска на север према Суботици и Сегедину, подручје северне Бачке било је на периферији револуционарних догађаја и о том времену је остало мало историјских забелешки. Централни догађај који се 1849. године одиграо на простору Суботице (у службеним списима град се спомиње као Марија Терезополис) био је оружани сукоб између српске и мађарске војске код чарде Капоња.

## Прилике у граду пре битке
У Суботици је стање узаврело. Власти разоружавају Србе, најсумњивије хапсе. У већ препуни затвор пристижу нови затвореници. Преки војни судови скоро свакодневно доносе смртне пресуде за заробљене Србе. Због опасности да ће град бити нападнут као војна помоћ из Сегедина 26. јануара 1849. стиже Пети батаљон, једна хусарска чета из 3. пука, 70 коњаника националне гарде из Вашархеља и пола батерије коњичких топова.
Нервозу појачавају сомборски Мађари који су препустивши град Србима преко Станишића побегли за Суботицу. Десетак дана касније стижу вести да је и Баја заузета (14. фебруар).
Освајање Бајмока је додатно успаничило Мађаре у Суботици јер је ово насеље удаљено само 25 километара од града. Градске власти издају наредбу за евакуацију преостале градске архиве и других вредности у сегединску тврђаву. Такође, градске власти шаљу делегацију код Лајоша Кошута у Дебрецин, од кога успевају да добију 15.000 форинти зајма из државне благајне за ратне трошкове, као и извесtан број војника из Сегедина, а за главног команданта постављен је потпуковник Ласло Гал који је прекомандован из Арада.
На прилазима града се копају шанчеви и у њима се даноноћно стражари.

## Уочи битке
Командант српских снага капетан Димитрије Стејин и његов заменик капетан Драгић, опијени претходним војним успесима, позвали су на предају суботичку војску. Преко својих ухода добро обавештени о бројности (малобројности Срба) потпуковник Гал одбацује такву могућност.
Срби су 4. марта 1849. године кренули из правца Бајмока према Суботици. Истога дана у поподневним сатима су се улогорили на потезу Капоњске чарде, која се налазила на петнаестак километара од града.
У јутарњим часовима наредног дана, на пољани на западној страни Суботице, формирала се мађарска војска која је кренула у сусрет улогореним српским устаницима. Чарда Капоња се налазила у правцу запада на малом узвишењу у чијој удолини протиче речица Криваја. Овај део терена је био мочваран, а због годишњег доба расквашен и блатњав, па је пролаз практично био могућ само преко дрвеног моста на путу који је повезивао Суботицу и Сомбор.
Димитрије Стејин, командант српске војске, је намеравао да маневром извуче део противничке војске са њихових очигледно добро укопаних позиција на брежуљку поред чарде и да на тај начин стекну почетну предност, па у јутарњим часовима, 5. марта, шаље једну чету устаника да изазове сукоб. Слично је желео и потпуковник Ласло Гал који је, такође, послао своју претходницу. Између претходница је дошло до сукоба док је главница обе војске била распоређена на узвишици изнад речице Криваје, једна наспрам друге. Срби на десној, а Мађари на левој обали.
Скицу Капоњске битке нацртао је мајор Угарске војске Еден Олхвари, марта 1849. На овој карти, која је дата у прилогу, мајор је детаљно описани бројност и распореде мађарских војних снага. Нажалост не постоје записи о распореду српских снага.

## Ток битке

### Састав српске војске
Српска војска је била јачине између 3.500 и 4.000 војника. Њено језгро су чинили батаљон Петроварадинске националне гарде, један батаљон сремских граничара, батаљон Шајкаша, једна класа сомборскиx добровољаца и разнолики устаници из Бачке, међу којима је било и нешто србијанских добровољаца као помоћне снаге. Топова су имали десетак док коњицу нису имали.

### Састав мађарске војске
Мађарска војска је бројала око 15.000 војника који су распоређени у следећој формацији: На левом крилу била је постављена коњица (хусари) распоређена у две јединице. Центар је чинила пешадија састављена од (у линији од левог крила) Црнокапаша (јединице из горње Бачке), затим топовске батерије, поред које је распоређена Сомборска гарда и јединице Ференца Кароља. До њих следи још једна топовска јединица. Потом поново пешадијске јединице сачињене од 5. хонведске јединице. Десно крило сачињавала је коњичка јединица (добрим делом попуњена од сенћанских хусара). Део суботичке гарде (састављена махом од Мађара и лојалних Буњеваца) био је смештен у позадини у непосредној близини Јакобчићевог салаша. Такође била је одређена још једна резерва, стационирана око 2 километра северно од главних снага у близини салаша Арадских. Ове резерве, које су биле одмах иза прве линије, биле су трупе за ослонац, иза њих је непосредно долазила резерва батаљона. Оне ће, због бројности мађарске војске, бити одлучујуће за исход битке.
Пешадија је у свом саставу имала аустријску пушку кремењачу модел 1798 направљену по узору на француску пушку 1798 Аугустин (Augustin). Пушка је била тешка 4,7 кг, имала је калибар 17,5 мм, пунила се с врха цеви куглом, а њена укупна дужина је била 1.510 мм.

### Почетак битке
Битка је отпочела око један час поподне топовским двобојем и жестоким нападом Срба на централне положаје с намером да неутралишу или запоседну топовске батерије што им је у добром делу и успело.
У жестоком јуришу, претходно се пребацивши са главнином снага на другу страну Криваје, Срби су начинили велики подвиг разбивши предње одреде пешадије Црнокапаша и 5. хонведску јединицу. Угрожен је био и сам потпуковник Гал, који је руководио целокупним центром. Срби су у јуришу чак успели (иако су имали пред собом доста неповољну конфигурацију терена) да помере напред три лака топа, да их ставе у дејство и тиме још више унесу пометњу међу мађарске гардисте наносећи им велике губитке. Срби су преко статички нестабилног дрвеног мостића успели да заједно са главнином своје војске пребаце и свој највећи топ од 16 фунти, који су звали "Чича".

### Завршетак битке
Ток битке је одлучила сомборска мађарска национална гарда која је, иако потиснута, успела да очува свој поредак, зауставила напад, а затим извршила контра јуриш одбацивши Србе на почетне положаје. Осим тога, положај Срба су угрозиле свеже снаге мађарске војске потпомогнуте коњицом, која је деловала са бокова.
Малобројни Срби нису могли да задрже напад Мађара, претходно гурнувши три топа у Кривају, повукли су се на почетне положаје који су били са друге стране Криваје, а затим су наставили повлачење даље ка Бајмоку и Сомбору.

### Топ звани "Чича" и "Жуја"
Тобџија који је руковао "Чичом" није успео да организује његово извлачење (због глибавог терена који се током кретања још више расквасио), а пошто није хтео да изгуби топ нити да се повуче без њега, узвикнуо је "Не дам Чичу док не умрем" и погинуо је бранећи га.
Битка је завршена у рани сумрак (између 16 и 17 часова).
Епизода са топом се спомиње у неколико различитих изворе и највероватније се по исказима сведока ради о официру Шајкаша, потпоручнику Новаку Николашеву.

## Другачије сведочење о току битке[1]

### Сведочење Милоша Димитријевића
Милош Димитријевић, учесник битке код Капоње, овако је описао сукоб мађарске и српске војске:
"Српска војска која је заузела Сомбор бројала је један батаљон Шајкаша под управом мајора Мите Стејина до 600 момака, 200-300 добровољаца и 50-60 Србијанаца, а имала је више мањих топова и један велики 18 — фунташ топ под именом Жуја.
После неколико дана одмора пошла је српска војска из Сомбора према Суботици и доспела је у Бајмок, где јој се придружио један батаљон Варадинаца са једном батеријом топова 6 — фунташа под управом мајора Драгића.
Ојачана српска војска имала је задатак да заузме Суботицу и да пође даље до Сегедина, па да се ту придружи царској војсци. Али ову замишљену намеру нису могле извршити обе војске — а српска зато, што је Шајкаше силнији непријатељ изненада напао и са многим коњаницима нагнио да се повуку. Догодио се тај пораз 11. марта 1849. године на суботичком путу код баре Криваје и чарде Капоње.
Пораз Шајкаша и добровољаца имао би зле последице да на десној обали Криваје нису стајали Варадинци у резерви и задржали непријатеља у гоњењу наших. Том приликом погинуо је као јунак Новак Николашев, шајкашки официр, јер није хтео оставити 18 фунташки топ "Жују" који се заглибио у блату Криваје. Сви су побегли, он је остао сам, да јунаштвом својим осветла образ српски".

### Сведочење Михајла Вурдеља
Догађаја око поменутог 18 фунташког топа "Жује" (који се у мађарским изворима помиње као "Чича"), другачије се сећа Михајло Вурдеља. Он је у писму упућеном новосадском "Бранику" са највише детаља описао битку код Капоње и осврнуо се на покушаје да се пола века после револуционарних догађаја искриви истина.
У његовом опширном писмо стоји:
"На страни 3. Вашег цењеног листа бр. 86. од о.г. стоји писано, како су Срби 20. јула 1848.
на мађарске опкопе код Врбаса ударили, мислећи да тамо топова нема и да је код те прилике народни потпоручник Новак Николашев, који је управљао топовима, одликовао се. Тај исти Новак Николашев пао је после јуначки код свог топа, 18-фунташког "Жује" — дана 5. марта 1849. код такозване каполне (Капоње), а ево на који начин. Једног лепог дана добије шајкашки батаљон под командом Стеина заповед, да се из Бајмока наспрам Суботице крене и да са ове стране баре, која Бајмок од Суботице дели на форпоште успостави. Тако је било 4. марта 1849. г. после подне. Учинивши тако, тек што је батаљон ту преноћио, али већ ујутро чујемо ми Варадинци, такођер један батаљон, да је непријатељ на Шајкаше ударио, јер су топови љуто грували. Ми Варадинци кренемо са њима одма у помоћ, али док смо тамо приспели, беху се Шајкаши испред Суботице сасвим заморени већ и натраг вратили јер Мађари, када су наше надражили, нису хтели ни једнога топа и ни једне пушке да избаце, него су ретерирали у један мах управо до у Суботицу, а Шајкаши се опет с ове стране баре натраг повукли, где су већ и нас Варадинце затекли. Ту заједнички полежемо на земљу да се одмарамо, ми Варадинци лево, а Шајкаши десно од ћуприје. Било је ту доста кола и на њима буради вина: било је ту доста престављених лонаца са живинама, која је са разних салаша већ набављена била: било је хлеба и других ствари што војска треба, нагомилано на Шајкашкој страни: али ми Варадинци не имадосмо ништа: јер смо тек били од Бајмока њима у помоћ стигли. Они су дакле по мало глоцкали и трошили, докле смо ми онако на празно ту лежали.
Али око подне дођоше једна кола наша, на којима је наш командант, пензионисани мајор Драгић из Старе Пазове седио, и, тек што је стао, нас ословио (Ево сам Вам, господо, донео печено јагње и неколико боца вина — печујца из попина подрума.)
Ми онако огладнели, како смо већ на земљи код једног салаша лежали и сунчали се, скочимо тамо, да видимо и примимо што смо добили, али на један мах неко повиче: (Ено Мађара, ено Мађара") Нато мајор заповеди мени: (Дете Вурдеља! Један топ на њих испалите!)
Ја онако гологлав, како сам већ био и без сабље, узмем један топ, дам га напунити, нанишаним га сам и дадем опалити, не знајући шта ће се из те шале излећи. Али моји ти Мађари не ретерирају као пре подне, него развише против нас сву своју војну силу, коју су у Суботици имали. Ту беше артиљерија, ту је кавалерија, ту је инфантерија, једном речи разви се дугачак убојни ланац са отвореном жестоком ватром пред нашим очима.
Исти Николашев имао је 13 топова, један је био 18 — фунташ, а остали мањег калибра. Ја сам имао у ватри само једну 7 — фунташку хаубицу и два 3 фунташка топа с којима сам нашем сретном спасењу — више допринео неголи пок. Николашев са својих 13 топова.
Како горе рекох, ја опалих дакле на заповед мајорову први топ: али онај час мађарски топ одговара и разви се на све стране и од сваке врсте оружја жестока ватра. Николашев, мислећи пак, да ће као и пре подне бити, похита одма са топовима преко баре, не знам је ли са свима, али толико знам, да је жутог и новог 18 — фунташа преко ћуприје пренео био, јер ту одма и погинуо и овај топ са још мања два изгубио. Убио га један мађарски солдат, који се је био до за један бирцуз довукао, који је одма десно близу пред ћупријом стајао.
Па и дан данас још се увек о томе топу у Суботици као о неком чуду говори. Зато је већ вредно, да Вам ово опишем и да Вам на срећу Николашева опоменем, како је код Врбаса преварен био да нема тамо топова, а код Бајмока да нема у Суботици много мађарске војске, јер су га Мађари лукаво пре подне на те мисли навели били.
Отворила се дакле на све стране жестока ватра. Наши команданти поседају одма у први мах ватре на кола па одоше. Ми смо се борили и без наших команданата доста јуначки, све док нас нису Мађари савладали, те смо и ми морали леђа окренути, целу ноћ марширати и у зору с нашим командантима се у Сомбору састати.
Ја сам са моја три топа, од којих је један хаубица била, цело десно мађарско крило у шкрипу држао и како сам после од једног Суботичанина овде у Митровици после 45 година слушати могао, да сам им са једном гранатом њихову кару са муницијом и распртио. Варадинци су се држали јуначки. На послетку даде тадашњи натпоручник Мојо Вукомановић пешадију у масу збити (клумпен формирен) и тако се полагано натраг преко оних брежуљастих ледина, пуцајући и бранећи се, повлачити стадосмо, све док није ноћ наступила и Мађари се натраг повукли.
Од мртвих не знам колико смо имали, јер нисмо се имали кад обазирати, право рећи, бегали смо. Ретерирајући, ја сам по где који пут, ходећи напоредо са пешадијом, топове дао скинути напунити и опалити, све док није пешадија поред мене промарширала и док нисмо већ изван домашаја мађарског гоњења измакли. То сам само видио, да је једно тане од мађарског топа трима коњима који су један пред другим по шајкашким топовима упрегнути били у једном реду по једну ногу одбио и ту се после поубијани морали бити.
У Сомбору смо се онда задржали још неколико недеља под командом Артура Нижана (а не као што неки пишу Алберта Нижана, који је лане у Загребу умро). Онда смо се из Сомбора кренули на батинску скелу и дошли под град Варадин, кога смо сретно и предају 6. септембра 1849. године доживели.

## Епилог битке
Мађари ускоро започињу општу офанзиву по Бачкој и Банату. До краја марта Срби су изгубили Сомбор, Стару Кањижу, Сенту, Ђалу и Српски Крстур, а 3. априла уз велике жртве изгубили су и Србобран (у којем је извршена велика одмазда над становништвом).
Након битке у Суботици се јавно и уз присуство грађана настављају свакодневна стрељања. Оно мало Срба што су били у градској администрацији удаљено је са посла, а многе српске породице су избегле из града на друга безбеднија места. После слома револуције и рата за ослобођење у Мађарској су неко време (отприлике до средине 1850) владали терор и војна диктатура. На основу историјских извора утврђено је да је за време одмазде донето и извршено око 120 смртних пресуда, а да је још већи број лица ликвидиран без судске пресуде.
Данас, изнад улаза у храм Св. вазнесења Господњег у Суботици, може се видети списак обешених и стрељаних 24. фебруара 1849. године.

## Споменик је (не)подобан
Споменик битке код Капоње подигли су Мађари с пролећа 1899. године. Споменик се налазио у строгом центру Суботице, испред Националне касине (данас Градске библиотеке), али је у време Краљевине СХС као неподобан уклоњен (1926-27). Био је то 10-то метарски обелиск од сивог мермера, на чијем врху је стајала митолошка птица турул, широко раширених крила.
Птица турул се појављује у легенди о досељавања Мађара у Панонску низију. По предању њихов вођа Алмош је уснио сан у коме огромни орлови нападају њихово село и односе стоку, па је сан протумачен да селу прети смрт од глади. А онда се из облака појавила птица турул и растерала орлове и тако спасила село.
Птица турул је Мађарима обећала бољу и сигурнију земљу и повела их до данашње Панонске низије где су се населили и угнездили, а онда, видевши да су сигурни, птица турул је нестала.

## Грађанска револуција и рат за ослобођење (1848—49)

### Исте идеје — различита гледишта
У револуционарном заносу 1847/48, који је захватио велики део Европе, мађарски политичари захтевају од Бечког двора да се Мађарима дозволи грађански преображај и доношење устава заснованог на принципима грађанских идеја. Свој захтев су срочили у 12 тачака:
1. Слобода штампе и укидање цензуре;
2. именовање парламенту одговорне владе са седиштем у Пешти;
3. сазивање државног сабора (парламента) сваке године у Пешти;
4. једнакост пред законом без обзира на друштвену и верску припадност;
5. оснивање националне гарде (војске)
6. увођење пореске обавезе за сваког;
7. укидање кметства;
8. конституисање поротних судова;
9. оснивање националне банке;
10. војска да полаже заклетву на устав, да се мађарски војници врате у земљу, а војници из других земаља Царства да оду из земље;
11. ослобођење свих политичких затвореника;
12. стварање уније Ердеља и Угарске.

Сви слојеви српског народа — кметови, граничари и грађанство са одушевљењем су прихватили идеју која је у основи била усмерена против старог поретка и преласка из феудалног у буржоаско друштво и одмах су се приклонили мађарској револуцији. За сеоско становништво најважније су биле 4. и 7. тачка које су се односиле на укидање урбаријалних односа (скуп прописа и мера којима су уређени односи између зависних сељака и феудалаца) и на једнакост пред судом. Овим тачкама се заправо укидају спахијски судови, али се укидају кулук, дежма (црквени десетак), урбаријална и новчана давања. Срби су, као што је познато, дали подршку мађарским захтевима, али су формулисали и свој програм у којем су тражили посебна национална права и територијалну аутономију различитог степена.

### Када сабља одлучује
Ако је сагласност постојала на линији економских захтева, то јединство се разбило на ономе што се зове национално и због чега није било могуће постићи револуционарно јединство у борби против аустријске монархије. После крвавих априлских догађаја (1848) у Кикинди, преког суда, вербалног дуела између Стратимировића и Кошута, на помолу је било да су се два покрета разишла по концепцијама на линији јединствена држава, јединствени језик, јединствени политички народ и на линији српски национални покрет. Колективна права која су Мађари имали за себе нису хтели делити са другим народима који су, такође, живели у Краљевини Угарској (Србима, Словацима, Румунима, Хрватима).
Делегација Срба, која је од почетка подржавала мађарску револуцију, дошла је у Пожун са захтевом да Угарска призна Србима национална колективна права, али и стварање аутономне области Српске Војводине. Том приликом дошло је до сукоба члана делегације Ђорђа Стратимировића и Лајоша Кошута који није желео да схвати значај српског националног питања, па је одбијајући захтев одбрусио: "Нек међу нама одлучи сабља!"
Нажалост те речи су се убрзо обистиниле. Односи између Срба и Мађара су се заоштрили до те мере, да је дошло до трагичног грађанског рата који ће за дуго помутити односе ова два народа.

### Политичке игре Бечког двора
У жељи да спаси монархију цар Фердинанд је био принуђен да обећа Мађарској устав, изабрани сабор и престанак цензуре. Бечки двор је имао довољно проблема са револуционарима у Чешкој и Италији, а на помолу је био и пролетаријат у Бечу, па је био принуђен да тактизира. За Бечки двор је мађарска револуција био непријатељски акт, као и сви други национални покрети и желео је да их што пре угуши.
Играјући на две карте Беч је против Мађара подстицао побуне. С једне стране именује Јосипа Јелачића за хрватског бана чиме Хрватска и Славонија кидају везе са Краљевином Угарском. Истовремено користи буђење националне свести која се осим код Мађара спонтано јавља и код других народа у саставу Хабзбуршке монархије (Румуни, Срби, Словаци), па тајно преговарао и са српским патријархом Рајачићем обећавши извесне повластице за Србе.
Бан Јелачић стреми да Хрватску ослободи утицаја Угарске, па подржан од Беча ускоро креће у војни поход на Пешу са око 40.000 војника. Након мањих чарки освоја Велику Канижу, али убрзо прекида кампању у Угарској и креће са војском према Бечу који је у међувремену захватила револуција. Министар рата Латоур је убијен, а цар Фердинанд бежи из Беча. На престолу га замењује Франц Јозеф.

#### Срби без јединствене војне команде
У међувремену борбе у Бачкој и Банату се распламсавају са променљивом ратном срећом. Угарска привремено растерећена опасности која је претила од Беча, због наступања револуционарних немира, жели да среди стање на својој територији. Околности су биле такве, да се српски народни покрет на неки начин војнички везао за Аустрију и постао саставни део царског јужног корпуса. Међутим, српски устаници нису били за Аустрију, нити су били јединствени, па нису ни имали правог војног заповедника. Устаничком војском су руководили Аустријанац Фердинанд Мајерхофер, патријарх Рајачић, Ђорђе Стратимировић и војвода Шупљикац. Успеси устаника након Панчевачке битке битке (2. јануар 1849) све су више уливали страх мађарском живљу. Падала су насеља једно за другим: Велики Бечкерек (6. јануар), Вршац (19.), Бела Црква (21.), Стари Бечеј (25.), а онда 12. фебруара Сомбор, Кула, Врбас, али не и Суботица, иако је она била крајњи циљ устаника.

#### Срби против Српске Војводине
И поред војних успеха морал српских устаника није био на високом нивоу, чак је бивао све слабији јер су на челу војске били немачки официри, команда је била на немачком језику, а на освојеним територијама формирани органи власти су били постављани по мери Беча. Устаницима је бивало све очигледније да од српског националног покрета неће бити никакве користи. С друге стране Срби нису могли очекивати никакву помоћ од Кнежевине Србије која је још увек била под влашћу Турске, а мучило ју је и династичко питање. Милош и Михаило, су се налазили у Аустрији, па је Влада сматрала да је Стратимировићево инсистирање на посебности Српске Војводине и сазивање народне скупштине лакомислено.
У међувремену када је Беч средио ситуацију у својој кући и расчистио са револуцијама у Чешкој и Италији, ступио је у рат против Мађара у савезу са Русијом. Покушано је помирења Срба и Мађара и успостављање заједничког фронта у борби против Аустрије. Али није било могуће преко ноћи из ратне ситуације прећи у мирнодопску, јер су се сви покушаји разбијали о непоклобљив став Кошута да неће бити Војводине у духу одлука Мајске скупштине.
Србима је обећано да ће се њихов статус решавати у складу са привилегијама, дакле, на нечему што је превазиђено, што је феудална тековина. Речено је тек толико да ће се по завршетку ратних операција повести расправа о могућности њеног прикључења Хрватској, Угарској или Ердељу. Већ 2. априла 1849. године Краљевина Угарска је подељена на седам округа. У седмом је била Војводина.